# Сборная Аргентины по теннису в Кубке Билли Джин Кинг
Сборная Аргентины в Кубке Федерации (исп. Equipo de Fed Cup de Argentina) — национальная женская теннисная сборная команда Аргентины, представляющая эту страну в Кубке Федерации — основном женском командном теннисном турнире на уровне национальных сборных. Сборная Аргентины, выступающая в Кубке Федерации с 1964 года, дважды (в 1986 и 1993 годах) доходила до полуфинала Мировой группы.

## История
Сборная Аргентины впервые приняла участие в розыгрыше Кубка Федерации в 1964 году, начав свои выступления с победы со счётом 3:0 над командой Бельгии. В дальнейшем команда в основном выступала в Мировой группе Кубка Федерации, не добиваясь особых успехов и часто участвуя в стыковых матчах за право остаться в Мировой группе ещё на год, а в середине 1970-х и отыграв несколько сезонов в утешительных турнирах.
Лищь в середине 1980-х годов, когда за Аргентину начала выступать Габриэла Сабатини, команда продемонстрировала определённый прогресс, дойдя в 1986 году до полуфинала Мировой группы, а в два соседних года — до четвертьфинала. Также до полуфинала аргентинки добрались в 1993 году благодаря победе над сборной США силами Флоренсии Лабат и Инес Горрочатеги. К середине первого десятилетия XXI века команда Аргентины покинула I Мировую группу и с тех пор попеременно выступала во II Мировой группе и I Американской группе.

## Рекорды и статистика

### Сборная
- Первый год участия — 1964
- Сезонов в Кубке Федерации — 54
  - Из них в Мировой группе — 31
- Лучший результат — 1/2 финала (1986, 1993)
- Самая длинная серия побед — 9 (1999—2001, включая победы над сборными Румынии, Тайваня, Мексики, Парагвая, Кубы, Колумбии, Канады, Японии и Германии)
- Самая крупная победа — 5:0 по играм, 10:1 по сетам, 63:28 по геймам ( Аргентина —  Австралия 5:0, 1995)
- Самый длинный матч — 10 часов 34 минуты ( Аргентина —  Австрия 4:1, 2008)
  - Наибольшее число геймов в матче — 151 ( Германия —  Аргентина 1:4, 2001)
- Самая длинная игра — 3 часа 39 минут ( Мария Иригойен —  Куруми Нара 6-7(7) 6-4 6-4, 2014)
  - Наибольшее число геймов в игре — 44 ( Леена Мутанен —  Беатрис Араухо 9-7 8-10 6-4, 1972)
- Наибольшее число геймов в сете — 22 ( Билли Джин Моффитт —  Норма Байлон 12-10 9-7, 1964;  Флоренсия Лабат —  Фабиола Сулуага 7-5 1-6 12-10, 2000;  Анке Хубер —  Паола Суарес 6-4 3-6 10-12, 2001)

### Игроки
- Наибольшее число сезонов в сборной — 11 (Флоренсия Лабат, Мария Иригойен)
- Наибольшее число матчей — 30 (Мария Иригойен)
- Наибольшее число игр — 41 (Флоренсия Лабат, 24—17)
- Наибольшее число побед — 24 (Габриэла Сабатини 24—6, Флоренсия Лабат 24—17)
  - В одиночном разряде — 20 (Паула Ормаэчеа 20—11)
  - В парном разряде — 16 (Мария Иригойен 16—6)
  - В составе одной пары — 8 (Мерседес Пас/Габриэла Сабатини 8—0)
- Самый молодой игрок — 14 лет 61 день (Габриэла Сабатини, 15 июля 1984)
- Самый возрастной игрок — 35 лет 339 дней (Патрисия Тарабини, 10 июля 2004)

## Состав в сезоне 2023 года
- Берта Бонарди
- Мартина Капурро Таборда
- Гильермина Найя
- Надя Подорошка
- Хулия Риера

Капитан — Мерседес Пас

## Недавние матчи
| Год               | Этап                                 | Соперницы | Счёт |
| ----------------- | ------------------------------------ | --------- | ---- |
| 10—11 ноября 2023 | Плей-офф Мировой группы              | Словакия  | 1:3  |
| 15 апреля 2023    | Групповой этап I Американской группы | Колумбия  | 3:0  |
| 14 апреля 2023    | Групповой этап I Американской группы | Перу      | 2:1  |
| 13 апреля 2023    | Групповой этап I Американской группы | Чили      | 3:0  |
| 12 апреля 2023    | Групповой этап I Американской группы | Боливия   | 3:0  |
| 11 апреля 2023    | Групповой этап I Американской группы | Гватемала | 3:0  |